# Любомир Золотович (актьор)
Любомир Владиславов Золотович е български театрален актьор.

## Биография
Той е роден през 1890 година в София. Син е на чиновника Владислав Золотович и внук на калоферския търговец Димитър Золотович. Започва кариерата си в Общодостъпен театър във Видин през 1910 година. След това играе в Русенския театър (1914 – 1915 и 1921 – 1924), в Свободен театър в София (1918 – 1921) и в Народния театър (1925 – 1945). Умира на 20 февруари 1945 година.